# Lavaufranche
Lavaufranche je francouzská obec v departementu Creuse v regionu Limousin. V roce 2011 zde žilo 247 obyvatel.

## Sousední obce
Bord-Saint-Georges, Leyrat, Saint-Silvain-Bas-le-Roc, Soumans, Toulx-Sainte-Croix

## Pamětihodnosti
- Hrad Řádu sv. Jana Jeruzalémského, založený za křížových válek kolem 1180. Z této doby patrně pochází čtverhranná věž, ostatní budovy jsou z konce 15. století. V kapli byly nedávno objeveny pozoruhodné fresky z téže doby.

## Vývoj počtu obyvatel
Počet obyvatel 